# Chiara Appendino
Chiara Appendino (ur. 12 czerwca 1984 w Moncalieri) – włoska polityk, w latach 2016–2021 burmistrz Turynu i obszaru metropolitalnego, deputowana.

## Życiorys
Ukończyła studia ekonomiczne na Uniwersytecie Bocconiego. Pracowała m.in. w dziale finansowym klubu piłkarskiego Juventus Turyn. W 2010 zaangażowała się w działalność polityczną w ramach Ruchu Pięciu Gwiazd, a w 2011 z jego ramienia uzyskała mandat radnej miejskiej Turynu.
W listopadzie 2015 ogłoszono jej kandydaturę na urząd burmistrza Turynu. W drugiej turze wyborów komunalnych z czerwca 2016 została wybrana na to stanowisko, otrzymując blisko 55% głosów i pokonując ubiegającego się o reelekcję Piera Fassino. W 2021 nie kandydowała na kolejną kadencję.
W 2020 została w pierwszej instancji skazana za fałszerstwo na karę 6 miesięcy pozbawienia wolności. Zawiesiła wówczas swoje członkostwo w Ruchu Pięciu Gwiazd. Natomiast w 2021 w pierwszej instancji skazano ją na karę 1 roku i 6 miesięcy pozbawienia wolności za zaniedbania, które przyczyniły się w 2017 do katastrofy (skutków wybuchu paniki po finale Ligi Mistrzów UEFA).
W 2022 uzyskała mandat posłanki do Izby Deputowanych XIX kadencji.